# Coelographium cavipes
Coelographium cavipes är en svampart som först beskrevs av Cornelius Anton Jan Abraham Oudemans, och fick sitt nu gällande namn av Ernst Gäumann 1920. Coelographium cavipes ingår i släktet Coelographium, divisionen sporsäcksvampar och riket svampar.   Inga underarter finns listade i Catalogue of Life.